# マイネルフロスト
マイネルフロスト（欧字名:Meiner Frost、2011年3月8日 - 2020年1月26日）は、日本の競走馬。主な勝ち鞍に2014年の毎日杯。
馬名の由来は、冠名＋「氷結、霜」。

## 経歴

### デビューまで
2011年3月8日、北海道新冠郡新冠町の競優牧場で誕生した。牧場時代は目立つタイプではなかったが、気性の強い馬だったという。

### 2歳（2013年）
2013年6月9日、東京競馬場芝1800mの新馬戦で三浦皇成を鞍上にデビュー。5番人気ながらデビュー戦で勝利を果たす。続くコスモス賞も勝利し札幌2歳ステークスに出走。1番人気に推されたものの後方の競馬となり5着に破れ初黒星を喫した。
暮れのラジオNIKKEI杯2歳ステークスでは先行したが7着に敗れた。

### 3歳（2014年）
年明け初戦の共同通信杯では4着に敗れ、毎日杯に出走。このレースから鞍上が柴田大知に乗り替わりとなった。ゴール前でエイシンブルズアイを交わし、ハナ差の勝利。重賞初制覇を果たした。続く青葉賞で6着に敗れた後、松岡正海を鞍上に東京優駿へ出走。中団からしぶとく伸びて12番人気ながら3着に健闘した。
その後、セントライト記念、菊花賞と連戦したが、いずれも下位に終わった。

### 4歳（2015年）
1月4日の中山金杯から始動し、年明け2戦目、3戦目であるアメリカジョッキークラブカップ、中山記念でいずれも4着。
4月12日、福島民報杯に、単勝オッズ4.2倍の2番人気での出走となった。最後の直線で3番手に位置、逃げるムーンリットレイクと、同じ所有者名義の1番人気、マイネルミラノをかわし先頭、後方に1馬身2分の1離して勝利。通算4勝目を記録した。
5月17日、自身初の海外遠征であるシンガポール遠征、クランジ競馬場のG1であるシンガポールエアラインズインターナショナルカップに出走。現地シンガポールにて単勝3番人気の支持を受けた。2番手でレースを進め、直線で伸びることができず、逃げ切って勝利したトミー・ベリー騎乗の香港馬、ダンエクセルから4.8馬身差の4着となった。騎乗した松岡正海は、「ペースも遅かったので勝負に行きました。少し折り合いが難しかったところもあり勝ち馬からは離されましたが、決して力負けではないです。」と回顧、管理する高木登調教師も、「前に馬をおいて進めたかったですが、スローペースでもあり内側に入れませんでした。」とした。
帰国後は間隔を空け、9月27日のオールカマーで再始動し9着。その後アルゼンチン共和国杯、金鯱賞とGIIを連戦し6着、4着に敗れた。

### 5歳（2016年）
1月5日、中山金杯で始動し、勝利したヤマカツエースの4分の3馬身差の2着となった。その後1800メートルから2200メートルの重賞、オープン競走に8戦出走。2月の小倉大賞典、4月の福島民報杯で単勝1番人気に推されたものの、それぞれ10着、9着。その他、11月のアンドロメダステークスで勝利したレッドソロモンとタイム差なしの3着となったが、それ以外は、下位での入着が続いた。

### 6歳（2017年）
1月5日、中山金杯で始動し12着。1戦挟んで、5月7日、新潟大賞典に単勝11番人気で出走した。2番手で先行し、最後の直線で抜け出したが、単勝3番人気のサンデーウィザードに差し切られてハナ差の2着となった。
6月3日、鳴尾記念に出走。逃げたステイインシアトルに届かず、逃げ切られて0.3秒差の3着。
7月9日、七夕賞に単勝5番人気で出走。3.4番で先行し、最終第4コーナーでは逃げていたマルターズアポジーをかわして先頭に立ち、粘ったが、同じく先行したゼーヴィントにかわされ最終的に4分の3馬身離された2着となった。その後、9月3日の新潟記念に単勝3番人気で出走したが6着に終わり、この年を終えた。

### 7歳（2018年） - 8歳（2019年）
2018年は、6月のエプソムカップから始動したが9着に終わり、その後1800メートルから2200メートルの重賞、リステッド競走、オープン競走に6戦出走した。12月のチャレンジカップでは、出走12頭中最低人気の12番人気で出走し、エアウィンザーに0.8秒差の5着となった。しかし、それ以外では下位に沈んだ。
その後1年の休養を挟み、2019年12月のディセンバーステークス（L）で復帰。初めての騎乗となる木幡巧也とともに出走したが15着であった。

### 9歳（2020年）
続いて年が明けて2020年は、1月26日のアメリカジョッキークラブカップに出走。出走12頭中、最低人気の12番人気での出走となった。スタートから5番手を追走。バックストレッチから第3コーナーに差し掛かる時点で、2番手3番手に位置していたステイフーリッシュやグローブシアターを外からまくり、2番手に進出し逃げたスティッフェリオを窺う位置であった。しかし最終第4コーナーにて故障が発生し後退、競走中止。騎乗する松岡正海は下馬した。
競走中止後、馬運車に自らの脚で乗り、馬場から退場。しかし、右脚の第1指関節脱臼により予後不良の診断が下されて、安楽死となった。即日付で、競走馬登録が抹消された。

## 競走成績
以下の内容は、netkeiba.comに基づく。
| 競走日     | 競馬場   | 競走名                | 格   | 距離（馬場）  | 頭 数 | 枠 番 | 馬 番 | オッズ （人気） | 着順 | タイム （上り3F） | 着差 | 騎手         | 斤量 | 1着馬（2着馬）         |
| ---------- | -------- | --------------------- | ---- | ------------- | ----- | ----- | ----- | --------------- | ---- | ----------------- | ---- | ------------ | ---- | ---------------------- |
| 2013.06.09 | 東京     | 2歳新馬               |      | 芝1800m（良） | 17    | 1     | 2     | 013.10（5人）   | 01着 | R1:50.9（33.4）   | -0.3 | 三浦皇成     | 54kg | （ウインマーレライ）   |
| 0000.08.10 | 函館     | コスモス賞            | OP   | 芝1800m（稍） | 14    | 7     | 11    | 003.70（2人）   | 01着 | R1:51.7（36.1）   | -0.0 | 三浦皇成     | 54kg | （サトノフェラーリ）   |
| 0000.08.31 | 函館     | 札幌2歳S              | GIII | 芝1800m（不） | 14    | 6     | 10    | 003.00（1人）   | 05着 | R2:03.1（45.0）   | -3.4 | 三浦皇成     | 54kg | レッドリヴェール       |
| 0000.12.21 | 阪神     | ラジオNIKKEI杯2歳S    | GIII | 芝2000m（稍） | 16    | 8     | 15    | 036.50（9人）   | 07着 | R2:04.7（35.5）   | -0.4 | 三浦皇成     | 55kg | ワンアンドオンリー     |
| 2014.02.24 | 東京     | 共同通信杯            | GIII | 芝1800m（良） | 14    | 7     | 12    | 033.30（7人）   | 04着 | R1:48.6（33.3）   | -0.5 | 三浦皇成     | 56kg | イスラボニータ         |
| 0000.03.29 | 阪神     | 毎日杯                | GIII | 芝1800m（良） | 14    | 1     | 1     | 008.00（5人）   | 01着 | R1:46.7（34.6）   | -0.0 | 柴田大知     | 56kg | （エイシンブルズアイ） |
| 0000.05.03 | 東京     | 青葉賞                | GII  | 芝2400m（良） | 18    | 2     | 3     | 006.50（3人）   | 06着 | R2:26.7（34.7）   | -0.2 | 柴田大知     | 56kg | ショウナンラグーン     |
| 0000.06.01 | 東京     | 東京優駿              | GI   | 芝2400m（良） | 18    | 2     | 3     | 108.0（12人）   | 03着 | R2:24.9（34.2）   | -0.3 | 松岡正海     | 57kg | ワンアンドオンリー     |
| 0000.09.21 | 新潟     | セントライト記念      | GII  | 芝2200m（良） | 18    | 3     | 6     | 026.40（6人）   | 09着 | 02:12.4（35.8）   | -0.7 | 柴田大知     | 56kg | イスラボニータ         |
| 0000.10.26 | 京都     | 菊花賞                | GI   | 芝3000m（良） | 18    | 1     | 1     | 050.6（13人）   | 07着 | 03:02.1（35.7）   | -1.1 | 柴田大知     | 57kg | トーホウジャッカル     |
| 2015.01.04 | 中山     | 中山金杯              | GIII | 芝2000m（良） | 17    | 5     | 10    | 021.20（8人）   | 06着 | 01:58.5（34.9）   | -0.7 | 松岡正海     | 56kg | ラブリーデイ           |
| 0000.01.25 | 中山     | AJCC                  | GII  | 芝2200m（良） | 17    | 1     | 2     | 055.1（10人）   | 04着 | 02:13.9（34.1）   | -0.3 | 松岡正海     | 55kg | クリールカイザー       |
| 0000.03.01 | 中山     | 中山記念              | GII  | 芝1800m（稍） | 11    | 5     | 5     | 015.50（5人）   | 04着 | 01:50.6（35.8）   | -0.3 | 松岡正海     | 55kg | ヌーヴォレコルト       |
| 0000.04.12 | 福島     | 福島民報杯            | OP   | 芝2000m（良） | 15    | 2     | 2     | 004.20（2人）   | 01着 | 01:59.1（35.7）   | -0.2 | 丹内祐次     | 57kg | (ダコール)             |
| 0000.05.17 | クランジ | シンガポール航空国際C | G1   | 芝2000m（良） |       |       | 3     | (3人)           | 04着 | 02:02.3           |      | 松岡正海     | 57kg | Dan Excel              |
| 0000.09.27 | 中山     | オールカマー          | GII  | 芝2200m（良） | 15    | 7     | 12    | 021.60（9人）   | 09着 | 02:13.0（35.0）   | -1.1 | 松岡正海     | 56kg | ショウナンパンドラ     |
| 0000.11.08 | 東京     | アルゼンチン共和国杯  | GII  | 芝2500m（重） | 18    | 2     | 3     | 029.0（10人）   | 06着 | 02:34.7（34.6）   | -0.7 | 松岡正海     | 57kg | ゴールドアクター       |
| 0000.12.05 | 中京     | 金鯱賞                | GII  | 芝2000m（良） | 12    | 8     | 11    | 013.50（8人）   | 04着 | 01:59.1（34.5）   | -0.3 | 松岡正海     | 56kg | ミトラ                 |
| 2016.01.05 | 中山     | 中山金杯              | GIII | 芝2000m（良） | 13    | 5     | 7     | 006.90（5人）   | 02着 | 02:01.3（34.4）   | -0.1 | 松岡正海     | 57kg | ヤマカツエース         |
| 0000.01.24 | 中山     | AJCC                  | GII  | 芝2200m（良） | 16    | 1     | 1     | 007.90（5人）   | 04着 | 02:12.3（34.9）   | -0.3 | 松岡正海     | 56kg | ディサイファ           |
| 0000.02.21 | 小倉     | 小倉大賞典            | GIII | 芝1800m（良） | 16    | 2     | 4     | 004.20（1人）   | 10着 | 01:47.4（35.9）   | -0.7 | 蛯名正義     | 57kg | アルバートドック       |
| 0000.04.10 | 福島     | 福島民報杯            | OP   | 芝2000m（良） | 16    | 6     | 12    | 004.00（1人）   | 09着 | 01:59.7（36.3）   | -0.8 | 柴田大知     | 57kg | シャイニープリンス     |
| 0000.07.17 | 函館     | 函館記念              | GIII | 芝2000m（稍） | 16    | 4     | 7     | 019.3（10人）   | 12着 | 02:00.3（36.4）   | -1.3 | 松岡正海     | 57kg | マイネルミラノ         |
| 0000.08.21 | 札幌     | 札幌記念              | GII  | 芝2000m（稍） | 16    | 3     | 6     | 072.0（12人）   | 06着 | 02:02.8（37.8）   | -1.1 | 松岡正海     | 57kg | ネオリアリズム         |
| 0000.10.16 | 東京     | アイルランドT         | OP   | 芝2000m（良） | 14    | 2     | 2     | 011.10（7人）   | 06着 | 02:00.7（35.7）   | -1.2 | 丹内祐次     | 57kg | ハギノハイブリッド     |
| 0000.11.19 | 京都     | アンドロメダS         | OP   | 芝2000m（稍） | 18    | 4     | 8     | 025.10（9人）   | 03着 | 01:59.1（35.1）   | -0.0 | A.シュタルケ | 57kg | レッドソロモン         |
| 0000.12.18 | 中山     | ディセンバーS         | OP   | 芝2000m（良） | 14    | 8     | 13    | 011.40（7人）   | 07着 | 02:01.2（36.1）   | -0.3 | 松岡正海     | 57kg | ツクバアズマオー       |
| 2017.01.05 | 中山     | 中山金杯              | GIII | 芝2000m（良） | 13    | 6     | 8     | 022.00（7人）   | 12着 | 02:01.9（37.8）   | -1.3 | 松岡正海     | 57kg | ツクバアズマオー       |
| 0000.01.22 | 中山     | AJCC                  | GII  | 芝2200m（良） | 17    | 7     | 14    | 216.8（13人）   | 11着 | 02:14.4（38.4）   | -2.5 | 柴田大知     | 56kg | タンタアレグリア       |
| 0000.05.07 | 新潟     | 新潟大賞典            | GIII | 芝2000m（稍） | 16    | 3     | 6     | 039.8（11人）   | 02着 | 01:58.6（34.3）   | -0.0 | 丹内祐次     | 57kg | サンデーウィザード     |
| 0000.06.03 | 阪神     | 鳴尾記念              | GIII | 芝2000m（良） | 10    | 3     | 3     | 013.80（7人）   | 03着 | 01:59.7（34.2）   | -0.3 | 丹内祐次     | 56kg | ステイインシアトル     |
| 0000.07.09 | 福島     | 七夕賞                | GIII | 芝2000m（良） | 12    | 8     | 11    | 008.60（5人）   | 02着 | 01:58.3（36.7）   | -0.1 | 柴田大知     | 57kg | ゼーヴィント           |
| 0000.09.03 | 新潟     | 新潟記念              | GIII | 芝2000m（良） | 17    | 6     | 12    | 008.60（3人）   | 06着 | 01:58.1（34.3）   | -0.2 | 柴田大知     | 57kg | タツゴウゲキ           |
| 2018.06.10 | 東京     | エプソムC             | GIII | 芝1800m（重） | 16    | 4     | 7     | 057.0（13人）   | 09着 | 01:48.3（37.5）   | -0.8 | 柴田大知     | 56kg | サトノアーサー         |
| 0000.07.08 | 福島     | 七夕賞                | GIII | 芝2000m（良） | 12    | 3     | 3     | 008.90（6人）   | 08着 | 02:02.6（39.7）   | -1.8 | 柴田大知     | 57kg | メドウラーク           |
| 0000.09.23 | 中山     | オールカマー          | GII  | 芝2200m（良） | 12    | 8     | 12    | 309.6（12人）   | 09着 | 02:12.7（35.9）   | -1.5 | 柴田大知     | 56kg | レイデオロ             |
| 0000.10.14 | 東京     | オクトーバーS         | OP   | 芝2000m（良） | 10    | 1     | 1     | 050.10（9人）   | 06着 | 02:00.0（34.7）   | -0.8 | 松岡正海     | 58kg | マウントゴールド       |
| 0000.11.11 | 福島     | 福島記念              | GIII | 芝2000m（良） | 16    | 8     | 15    | 048.6（12人）   | 09着 | 01:59.4（35.5）   | -1.1 | 松岡正海     | 56kg | スティッフェリオ       |
| 0000.12.01 | 阪神     | チャレンジC           | GIII | 芝2000m（良） | 12    | 4     | 4     | 400.7（12人）   | 05着 | 01:59.1（34.6）   | -0.8 | 丹内祐次     | 56kg | エアウィンザー         |
| 2019.12.15 | 中山     | ディセンバーS         | L    | 芝1800m（良） | 16    | 6     | 12    | 188.5（13人）   | 15着 | 01:49.2（35.2）   | -1.9 | 木幡巧也     | 58kg | セダブリランテス       |
| 2020.01.26 | 中山     | AJCC                  | GII  | 芝2200m（稍） | 12    | 4     | 4     | 286.7（12人）   |      | 競走中止          |      | 松岡正海     | 56kg | ブラストワンピース     |

## 血統表
| マイネルフロストの血統（*印は海外産の日本輸入馬） | マイネルフロストの血統（*印は海外産の日本輸入馬）                        | マイネルフロストの血統（*印は海外産の日本輸入馬）                        | （血統表の出典）                                                         | （血統表の出典） |
| 父系                                              | サンデーサイレンス系                                                     | サンデーサイレンス系                                                     | サンデーサイレンス系                                                     |                  |
| 父 ブラックタイド 2001 黒鹿毛                     | 父の父*サンデーサイレンス Sunday Silence 1986 青鹿毛 アメリカ            | Halo                                                                     | Hail to Reason                                                           | Hail to Reason   |
| 父 ブラックタイド 2001 黒鹿毛                     | 父の父*サンデーサイレンス Sunday Silence 1986 青鹿毛 アメリカ            | Halo                                                                     | Cosmah                                                                   |                  |
| 父 ブラックタイド 2001 黒鹿毛                     | 父の父*サンデーサイレンス Sunday Silence 1986 青鹿毛 アメリカ            | Wishing Well                                                             | Understanding                                                            | Understanding    |
| 父 ブラックタイド 2001 黒鹿毛                     | 父の父*サンデーサイレンス Sunday Silence 1986 青鹿毛 アメリカ            | Wishing Well                                                             | Mountain Flower                                                          |                  |
| 父 ブラックタイド 2001 黒鹿毛                     | 父の母*ウインドインハーヘア Wind in Her Hair 1991 鹿毛 アイルランド      | Alzao                                                                    | Lyphard                                                                  | Lyphard          |
| 父 ブラックタイド 2001 黒鹿毛                     | 父の母*ウインドインハーヘア Wind in Her Hair 1991 鹿毛 アイルランド      | Alzao                                                                    | Lady Rebecca                                                             |                  |
| 父 ブラックタイド 2001 黒鹿毛                     | 父の母*ウインドインハーヘア Wind in Her Hair 1991 鹿毛 アイルランド      | Burghclere                                                               | Busted                                                                   | Busted           |
| 父 ブラックタイド 2001 黒鹿毛                     | 父の母*ウインドインハーヘア Wind in Her Hair 1991 鹿毛 アイルランド      | Burghclere                                                               | Highclere                                                                |                  |
| 母 スリースノーグラス 2004 芦毛                   | 母の父*グラスワンダー 1995 栗毛                                          | Silver Hawk                                                              | Roberto                                                                  | Roberto          |
| 母 スリースノーグラス 2004 芦毛                   | 母の父*グラスワンダー 1995 栗毛                                          | Silver Hawk                                                              | Gris Vitesse                                                             |                  |
| 母 スリースノーグラス 2004 芦毛                   | 母の父*グラスワンダー 1995 栗毛                                          | Ameriflora                                                               | Danzig                                                                   | Danzig           |
| 母 スリースノーグラス 2004 芦毛                   | 母の父*グラスワンダー 1995 栗毛                                          | Ameriflora                                                               | Graceful Touch                                                           |                  |
| 母 スリースノーグラス 2004 芦毛                   | 母の母*ダイヤモンドスノー 1995 芦毛                                      | Dayjur                                                                   | Danzig                                                                   | Danzig           |
| 母 スリースノーグラス 2004 芦毛                   | 母の母*ダイヤモンドスノー 1995 芦毛                                      | Dayjur                                                                   | Gold Beauty                                                              |                  |
| 母 スリースノーグラス 2004 芦毛                   | 母の母*ダイヤモンドスノー 1995 芦毛                                      | Ancient Regime                                                           | Olden Times                                                              | Olden Times      |
| 母 スリースノーグラス 2004 芦毛                   | 母の母*ダイヤモンドスノー 1995 芦毛                                      | Ancient Regime                                                           | Caterina                                                                 |                  |
| 母系(F-No.)                                       | ダイヤモンドスノー(USA)系(FN:15-a)                                       | ダイヤモンドスノー(USA)系(FN:15-a)                                       | ダイヤモンドスノー(USA)系(FN:15-a)                                       | [ § 2 ]          |
| 5代内の近親交配                                   | Danzig 4×4=12.50%、Northern Dancer 5×5×5=9.38%、Hail to Reason 4×5=9.38% | Danzig 4×4=12.50%、Northern Dancer 5×5×5=9.38%、Hail to Reason 4×5=9.38% | Danzig 4×4=12.50%、Northern Dancer 5×5×5=9.38%、Hail to Reason 4×5=9.38% | [ § 3 ]          |
| 出典                                              | 1. 2. 3.                                                                 | 1. 2. 3.                                                                 | 1. 2. 3.                                                                 | 1. 2. 3.         |

- 母スリースノーグラスは中央では未勝利、地方で3勝あげて繁殖入りした[4]。
- 祖母ダイヤモンドスノーはアメリカ生まれの外国産馬。スリースノーグラスが最後の産駒である[4]。